# John Murray (océanographe)
Pour les articles homonymes, voir John Murray et Murray.
John Murray est un biologiste marin canadien, né le 3 mars 1841 à Cobourg en Ontario et mort le 16 mars 1914 à Kirkliston dans un accident de la route.

## Biographie
Ses parents, d’origine écossaise, avaient émigré sept ans plus tôt au Canada. Il retourne en Écosse pour ses études, d’abord à la Stirling High School puis à l’université d'Édimbourg, il rejoint peu après (1868) une expédition baleinière dans le Spitzberg comme chirurgien de marine. Revenu à Édimbourg et y étudie la géologie auprès de Sir Archibald Geikie (1835-1924) et la philosophie naturelle auprès de Peter Guthrie Tait (1831-1901). Ce dernier présente Murray à Sir Charles Wyville Thomson (1830–1882) qui vient de recevoir la direction de l’expédition du Challenger. En 1872, Murray devient l’un des assistants de Wyville Thomson et embarque pour cette mission de quatre ans autour du monde pour explorer le fond des océans.
Après la mort de Wyville Thomson, c’est Murray qui se charge de la publication des comptes rendus de l’expédition, soit cinquante volumes jusqu’en 1896. En 1884, il fonde la Station marine écossaise à Granton qui sera déplacée à Millport sur le Firth of Clyde en 1894. Il est anobli en 1898.
En 1909, il demande la permission au gouvernement norvégien de rejoindre le Michael Sars pour une croisière de quatre mois sous la direction de Johan Hjort (1869-1948), Murray s’engageant à assumer lui-même tous ses frais. En 1912, Murray et Hjort font paraître The Depths of the Ocean, qui devient rapidement un ouvrage de référence pour les biologistes marins et les océanographes.
Murray est le premier à utiliser le terme d’océanographie. Il est aussi le premier à observer la dorsale médio-Atlantique, une fosse océanique. Il décrit aussi la présence de dépôts du désert du Sahara dans les sédiments océaniques. Il coordonne également l’étude barymétrique de 562 lochs d’eau douce en Écosse, représentant plus de 60 000 mesures et dont les résultats paraissent en six volumes en 1910. Murray est l’auteur d’un grand nombre de publications.

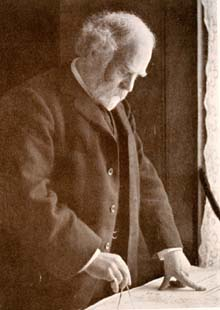
John Murray

Il préside la Royal Scottish Geographical Society de 1898 à 1904. Il reçoit la Médaille royale attribuée par la Royal Society en 1895 et la médaille Clarke attribuée par la Société royale de la Nouvelle-Galles du Sud en 1900. Son nom est porté par l’un des laboratoires de l’université d’Édimbourg, la Société John Murray de l’université de Newcastle et le S.V. Sir John Murray, un vaisseau de recherche de l’Agence écossaise de protection de l’environnement (Scottish Environment Protection Agency). Carl Chun (1852-1914) lui a dédié en 1911 un octopode, Cirrothauma murrayi, qui vit à une profondeur comprise entre 1 500 et 4 500 mètres. En 1911, il fonde la médaille Alexander Agassiz, attribuée par la National Academy of Sciences américaine, destinée à honorer son ami Alexander Emanuel Agassiz (1835-1910).
En 1933 et 1934, la « John Murray Expedition » du British Museum lui est consacrée.

## Source
- (en) Cet article est partiellement ou en totalité issu de l’article de Wikipédia en anglais intitulé « John Murray (oceanographer) » (voir la liste des auteurs).